# 높은 풀 속에서
《높은 풀 속에서》(영어: In the Tall Grass)는 캐나다에서 제작된 빈첸초 나탈리 감독의 2019년 초자연 공포 영화이다. 해리슨 길버트슨, 라이즐라 디올리베라, 레이철 윌슨, 패트릭 윌슨 등이 출연하였다.
이 영화 프로젝트는 2015년 초 초기 개발 단계에 들어갔다. 2018년 5월 영상 스트리밍 사이트 넷플릭스가 영화 판권을 인수했으며 나탈리가 원작 각색과 연출을 맡는다고 발표했다. 주요 촬영은 온타리오주 토론토에서 2018년 7월 30일 시작돼 2018년 9월 14일 마무리되는 것으로 예정되었다.
이 영화는 2019년 9월 20일 판타스틱 페스트에서 전 세계 최초로 상영되었으며 나중에 넷플릭스를 통해 2019년 10월 4일 개봉하였다. 평론가들로부터 혼재된 평가를 받았다.

## 출연
- 해리슨 길버트슨
- 라이즐라 디올리베라
- 레이철 윌슨
- 패트릭 윌슨